# Festa Major de Ciutat Meridiana
La Festa Major de Ciutat Meridiana se celebra la primera setmana de juny al barri de Ciutat Meridiana, situat peu de la serra de Collserola, al districte de Nou Barris de Barcelona. L'associació Amics de la Festa Ciutat Meridiana és una plataforma que aplega entitats, organitzacions i empreses del barri. L'associació és l'encarregada d'organitzar cada any la festa major, que dura un cap de setmana llarg, de dijous a diumenge. El programa festiu inclou actes i celebracions per a tots els gustos i totes les edats: des d'una cantada d'havaneres, activitats infantils, àpats populars i concerts de festa major fins a balls de sevillanes.